# Будинок на Стренді
«Будинок на Стренді» (англ. The House on the Strand) — роман Дафни дю Мор'є, вперше опублікований у Великій Британії 1969 року у Великій Британії видавництвом Віктор Голланц Лтд з оформленням обкладинки від її доньки, Флавії Тауер. У США роман надрукувало видавництво Даблдей.
Як і багато романів дю Мор'є, «Будинок на Стренді» має надприродний сюжет, який досліджує здатність подумки подорожувати в минуле та відчувати історичні події від першої особи, але не впливати на них. Його називають готичною казкою, «на яку вплинули такі різноманітні письменники, як Роберт Луїс Стівенсон, Данте та психолог Карл Юнг, в якому зловісне зілля дозволяє головному герою уникнути обмежень свого сумного подружнього життя, подорожуючи в минуле». Оповідач погоджується випробувати наркотик, який переносить його у Корнуолл XIV століття і поринає в життя людей, яких він там зустрічає, настільки, що два світи, в яких він живе, починають зливатися.
події розгортаються навколо Кілмарта та його околиць, де Дафна дю Мор'є проживала з 1967 року, неподалік від села Тівардрет, що корнською означає «Будинок на березі».

## Сюжет
Події роману починають розгортатися в старовинному корнському будинок під назвою Кілмарт, створеного на основі будинку, який авторка нещодавно купила після смерті чоловіка. Оповідач Дік Янг покинув роботу і давній університетський друг Магнус Лейн, провідний біофізик Лондона, запропонував йому користуватися Кілмарт. Дік неохоче погоджується виступати суб’єктом випробування препарату, який Магнус таємно розробив. Прийнявши його вперше, Дік виявляє, що дозволяє йому потрапити в ландшафт навколо нього таким, яким він існував на початку XIV століття. Він інтегрується у життя людей, яких там бачить, і незабаром стає залежним від цього досвіду. Дік опиняється слідом за Роджером, який живе в Кілмарті, виступає в ролі стюарда сера Генрі Чамперноуна і є таємним шанувальником прекрасної Ізольди, дружини сера Олівера Кармінове. Вона мала таємний роман з братом дружини сера Генрі, сером Отто Бодруганом, якого катують і вбивають люди Олівера.
Кожен візит відповідає ключовому моменту в історії про Ізольду та Роджера. Щоразу, коли Дік повертається в свій час, він стає розгубленішим; протягом усього досвіду не вступає в близькі стосунки з дружиною. Будь-яка спроба зробити це повертає Діка до стану справжнього нудотного виснаження. Наркотик має й інші небезпеки, оскільки слідування за Роджером означають, що Дік всліпу проходить через сучасний ландшафт із усією небезпекою, яку це несе.
Дружина Діка, американська вдова на ім'я Віта, та її маленькі сини приєднуються до нього в Корнуолі та стурбовані його химерною поведінкою. Стає зрозуміло, що Дік не має пристрасних почуттів до своєї нової дружини, не хоче нової роботи в США, яку вона знайшла для нього, і не має батьківської прихильності до двох своїх хлопчиків — що робить правдоподібним його зростаюче бажання втекти у минуле. Магнус має намір приєднатися до Діка, але гине в тому, що здається дивною аварією чи самогубством — його збиває потяг, в той час як він потрапляє на місцеву залізничну колію. Дік знає правду, що Магнус був під впливом наркотику; це ускладнює розслідування.
Передостання поїздка Діка закінчується тим, що він намагається захистити Ізольду від мстивої вдови сера Генрі Джоани у 14 столітті, але насправді нападає на Віту. Вона та її діти ховаються від нього, і він звертається до лікаря, який допомагає уникнути залежності від наркотиків. Дік пояснює силу препарату, і лікар повідомляє, що аналіз виявив його надзвичайно небезпечну природу. Однак залежність Діка настільки потужна, що незабаром він приймає останню дозу, яка в нього залишилася.
Останній візит Діка відбувся під час Чорної смерті 1349 року. Помираючий Роджер зізнається у коханні до Ізольди і в тому, що вона мирно померла від наркотику, який він ввів, а не від чуми. Після смерті свого двійника Роджера та Ізольди, яку вони обоє кохали, у Діка мало стимулів повернутися в реальний світ, але в будь-якому випадку не залишилося ліків, які б дозволили йому пройти туди. Наприкінці роману Дік намагається взяти трубку телефону, але раптом виявляє, що не може її взяти. Говорячи про незакінчення роману, Дафна дю Мор'є сказала в одному з інтерв'ю: «Що з [головним] героєм «Будинку на берегу» ? Що це означало, коли він кинув [трубку] телефон[у] в кінці книги? Я не знаю, але я радше думаю, що він був паралізований на все життя».

## Радіоверсія
- 1973 Суботній нічний театр Радіо Бі-Бі-Сі — адаптована Філіпом Лівером та Кей Патрік, з Ієном Річардсоном у головній ролі. BBC Genome [Архівовано 3 жовтня 2021 у Wayback Machine.]
- 2008 BBC Radio 7, дванадцять частин для читання Джуліана Водгема BBC Genome [Архівовано 3 жовтня 2021 у Wayback Machine.]